# Nazionale maschile di calcio a 5 della Colombia
La nazionale di calcio a 5 della Colombia è, in senso generale, una qualsiasi delle selezioni nazionali di Calcio a 5 della Federazione calcistica della Colombia che rappresentano la Colombia nelle varie competizioni ufficiali o amichevoli riservate a squadre nazionali.

## Storia
Da sempre legata alla Confederacion Panamericana de Futbol de Salon, la selezione colombiana partecipò per la prima volta a una manifestazione organizzata dalla FIFA solamente nel 2003, quando disputò la Copa América. Il migliore traguardo finora raggiunto dai cafeteros è il quarto posto alla Coppa del Mondo 2008.

## Statistiche

### Coppa del Mondo
| Anno   | Luogo         | Piazzamento      | Pd | V | N | P | GF | GS |
| ------ | ------------- | ---------------- | -- | - | - | - | -- | -- |
| 1989   | Paesi Bassi   | Non presente     | -  | - | - | - | -  | -  |
| 1992   | Hong Kong     | Non presente     | -  | - | - | - | -  | -  |
| 1996   | Spagna        | Non presente     | -  | - | - | - | -  | -  |
| 2000   | Guatemala     | Non presente     | -  | - | - | - | -  | -  |
| 2004   | Taipei cinese | Non qualificata  | -  | - | - | - | -  | -  |
| 2008   | Brasile       | Non qualificata  | -  | - | - | - | -  | -  |
| 2012   | Thailandia    | 4º posto         | 7  | 3 | 0 | 4 | 19 | 18 |
| 2016   | Colombia      | Ottavi di finale | 4  | 1 | 3 | 0 | 8  | 7  |
| 2021   | Lituania      | Non qualificata  | -  | - | - | - | -  | -  |
| Totale |               | 2/9              | 11 | 4 | 3 | 4 | 79 | 70 |

### Copa América
| Anno   | Luogo     | Piazzamento  | Pd | V  | N | P  | GF | GS |
| ------ | --------- | ------------ | -- | -- | - | -- | -- | -- |
| 1992   | Brasile   | Non presente | -  | -  | - | -  | -  | -  |
| 1995   | Brasile   | Non presente | -  | -  | - | -  | -  | -  |
| 1996   | Brasile   | Non presente | -  | -  | - | -  | -  | -  |
| 1997   | Brasile   | Non presente | -  | -  | - | -  | -  | -  |
| 1998   | Brasile   | Non presente | -  | -  | - | -  | -  | -  |
| 1999   | Brasile   | Non presente | -  | -  | - | -  | -  | -  |
| 2000   | Brasile   | Non presente | -  | -  | - | -  | -  | -  |
| 2003   | Paraguay  | 1º turno     | 2  | 1  | 0 | 1  | 8  | 7  |
| 2008   | Uruguay   | 5º posto     | 3  | 2  | 0 | 1  | 12 | 7  |
| 2011   | Argentina | 4º posto     | 6  | 3  | 1 | 2  | 12 | 11 |
| 2015   | Ecuador   | 4º posto     | 5  | 2  | 0 | 3  | 7  | 12 |
| 2017   | Argentina | 5º posto     | 5  | 2  | 2 | 1  | 26 | 19 |
| 2022   | Paraguay  | 4º posto     | 6  | 3  | 0 | 3  | 14 | 14 |
| Totale |           | 6/13         | 27 | 13 | 3 | 11 | -  | -  |

## Tutte le rose

### Coppa del Mondo
Coppa del Mondo di calcio a 5 FIFA 20121 Juan Miguel Lozano, 2 Johann Prado, 3 Luis Barreneche, 4 Yefri Duque, 5 Jose Quiroz, 6 Miguel Sierra, 7 Jhonathan Toro, 8 Jorge Abril, 9 Camilo Reyes, 10 Angellot Caro, 11 Alejandro Serna, 12 Carlos Ñáñez, 13 Diego Barney, 14 Yeisson Fonnegra, CT: Osmar Fonnegra
Coppa del Mondo di calcio a 5 FIFA 20161 Carlos Ñáñez, 2 Javier Ortiz, 3 Andrés Zúñiga, 4 Yeisson Fonnegra, 5 Yefri Duque, 6 Miguel Sierra, 7 Jhonatan Toro, 8 Jorge Abril, 9 Yulián Díaz, 10 Angellot Caro, 11 Daniel Bolívar, 12 César Mejía, 13 Christian Otero, 14 Camilo Reyes, CT: Osmar Fonnegra

### Copa América
Copa América 20081 Carlos Santofimio, 2 Andrés Restrepo, 3 Jhon Duque, 4 Jasón Rodríguez, 5 Jhoan Vivarez, 6 Diego Abril, 7 Geovanny Escobar, 8 Juan Carlos Soto, 9 Giovanny Valencia, 10 Camilo Gómez, 11 Luis Armando Salcedo, 12 Felipe Echeverri, CT: Osmar Fonnegra
Copa América 2011 ? Jorge Vargas, ? Armando Chamorro, ? Juan Miguel Lozano, ? Jonathan Cárdenas, ? Jhonatan Toro, ? Carlos Andrés Torres, ? Jorge Abril, ? Miguel Sierra, ? Oscar Molina, ? Yefri Duque, ? Jamir Villareal, ? Jorge Lázaro, ? Angellot Caro, ? Camilo Reyes, CT: Osmar Fonnegra
Copa América 20171 César Mejía, 2 Javier Ortiz, 3 Yulián Díaz, 4 Jesús Gualdrón, 5 Kevin Mejía, 6 Felipe Echavarría, 7 Jhonatan Toro, 8 Jorge Abril, 9 Camilo Reyes, 10 Angellot Caro, 11 Jorge Cuervo, 12 William Moreno, 13 Camilo Gómez, 14 Jhonatan Cárdenas, CT: Osmar Fonnegra
Copa América 20221 José Sánchez, 2 Julián Pardo, 3 Brayan Zapata, 4 Harrison Santos, 5 Felipe Echavarría, 6 Sebastián Sánchez, 7 José Tangarife, 8 Jorge Abril, 9 Yulián Díaz, 10 Angellot Caro, 11 Camilo Gómez, 12 Diego Muñoz, 13 Brayan Mera, 14 Wilmar Ramírez, CT: Roberto Bruno

## Rosa attuale
Aggiornata alle convocazioni per la Coppa del Mondo 2016

Allenatore:  Osmar Fonnegra
| N. | Pos. | Giocatore        | Data nascita (età)          | Pres. | Squadra          |
| -- | ---- | ---------------- | --------------------------- | ----- | ---------------- |
| 1  | P    | Carlos Ñáñez     | 15 dicembre 1984 (31 anni)  |       | Deportivo Lyon   |
| 2  | C    | Javier Ortiz     | 09 gennaio 1989 (27 anni)   |       | Real Antioquia   |
| 3  | D    | Andrés Zúñiga    | 27 settembre 1992 (23 anni) |       | Alianza Tolima   |
| 4  | D    | Yeisson Fonnegra | 19 aprile 1992 (24 anni)    |       | Águilas Doradas  |
| 5  | C    | Yefri Duque      | 24 marzo 1992 (24 anni)     |       | Deportivo Meta   |
| 6  | D    | Miguel Sierra    | 13 aprile 1983 (33 anni)    |       | Caracas          |
| 7  | D    | Jhonatan Toro    | 21 marzo 1988 (28 anni)     |       | Real Bucaramanga |
| 8  | D    | Jorge Abril      | 26 luglio 1987 (29 anni)    |       | Real Bucaramanga |
| 9  | C    | Yulián Díaz      | 09 marzo 1995 (21 anni)     |       | Fundão           |
| 10 | C    | Angellot Caro    | 03 dicembre 1988 (27 anni)  |       | Real Bucaramanga |
| 11 | C    | Daniel Bolívar   | 02 novembre 1987 (28 anni)  |       | Real Antioquia   |
| 12 | P    | César Mejía      | 26 settembre 1989 (26 anni) |       | Real Antioquia   |
| 13 | C    | Christian Otero  | 30 luglio 1991 (25 anni)    |       | Deportivo Lyon   |
| 14 | D    | Camilo Reyes     | 24 novembre 1988 (27 anni)  |       | Saeta            |